# 補聴器
補聴器（ほちょうき、英語: hearing aid）は、加齢などで聴力が衰えた人や聴覚障害者の聞き取りを補助する補装具である。マイクロホン、アンプ、レシーバーから構成され、交換用の補聴器専用空気電池が電源である。また単に音を増幅する単純な音処理ではなく、聴力に合わせた調整が必要で、耳に障害を与えかねないほどの強過ぎる音を出力しないようにする出力制限装置を備えていなければならない。聴覚障害の程度を決めるためには聴力検査（測定）が必須であり、純音検査と語音検査のどちらも重要になる。
日本においては厚生労働省の医薬品、医薬部外品、化粧品及び医療機器の製造販売後安全管理の基準に関する省令、アメリカ合衆国（米国）においてはアメリカ食品医薬品局(FDA)の規制を受ける。それ以外のものは、日本においては補聴器、米国においてはhearing aidと称することはできない。補聴器専門店で購入するのが一般的であるが、日本ではメガネ店で売られるケースも多い。この理由には、目がかすんだり老視（老眼）で近くのものが見えにくい客と、耳が遠くなり店員との会話が成立しにくい客との接客が似ている点が指摘される。このため、メガネを購入に来た客に店員との意思の疎通がスムーズにできない場合があり、いつ頃からかメガネ店が補聴器を扱いだした。

## 概要
補聴器は、難聴による聞こえの問題を解決することを目的とした音の増幅器である。形状は多種多様であるが概ね小型である。基本的に入力部、増幅部、出力部、電源の4つの部分から構成される。増幅は電気的あるいは電子的に行われ、単純に音を拡大するだけでなく、音の感度、ダイナミックレンジ、周波数分解能、時間分解能、方向性といった要素を考慮しながら増幅を行う。また必要に応じて 不要な雑音をカットし、SN比を向上させることにより聞こえやすさを追求している。
2000年代に入ると、アナログ補聴器からデジタル補聴器への移行が進み、その後はデジタル補聴器が主流となりつつある。デジタル補聴器は、ソフトウェア上でその特性を変更することが可能であり、調整が非常に容易で即時に行うことができる。また、デジタル制御により高度で複雑な処理が可能となり、最近の補聴器の飛躍的な性能向上に貢献している。補聴器は、日本国内では医薬品医療機器等法において管理医療機器（クラスII）に指定されており、法的な規制が行われている。医薬品医療機器等法の規制を受けないものは集音器などに分類され、補聴器とは異なる。使用にあたっては基本的に個人の聴力や使用状況に合わせた調整（フィッティング）が必要であり、補聴器専門店、取り扱いのある店または医療機関で調節する必要がある。
日本に身体障害者福祉法が制定されたのは1949年（昭和24年）12月26日であり、この法律に対応する為に補聴器の開発と発売が始められた。小林理研製作所（現・リオン）により1948年（昭和23年）には国産の最初の補聴器が発売され、1950年（昭和25年）に身体障害者福祉法品目の指定を受けた。また、1956年（昭和31年）には国産初のトランジスター補聴器が発売された。この様にして、多くの聴力障害者に補聴器が支給されるようになった。この聴覚障害度等級表にはオージオメータでの聴力測定結果による聴力損失（後に10db加算され聴力レベルになる）での級別以外に、「両耳全ろう」「耳介に接しなければ大声を理解し得ないもの」「両耳による普通話声の最良の語音明瞭度が50パーセント以下のもの」「40センチメートル以上の距離で発声された会話語を理解し得ないもの」との検査者の発声が現在でも基準になっている。語音による検査も同様である。

## 構造
補聴器は、マイク、アンプ、レシーバーから成る。マイクは音波を電気信号に変換し、アンプで電気信号を増幅し、レシーバーで増幅した電気信号を音波に変換し、音に戻して出力する。このアンプがアナログ処理の物をアナログ補聴器と呼び、デジタル処理の物をデジタル補聴器と呼ぶ。また、補聴器の調節がデジタルなアナログ補聴器を、プログラマブル補聴器と呼ぶ。現在市場に出回っているデジタル補聴器は、アンプ・調節ともにデジタルな「フルデジタル補聴器」である。補聴器の電源としては主に空気亜鉛電池が使用されている。最近では耳掛け型補聴器において、充電式のリチウムイオン電池や銀亜鉛電池を使用したものも販売されている。非防水の腕時計と同様に、汗や雨などによる水分侵入に弱い（一部には、防水の補聴器もある）。

### イヤモールド
補聴器の中にはイヤモールドと呼ばれる樹脂殻でできた耳せんを使用したタイプのものが存在する。イヤモールドは装着者の外耳の形状に合わせたオーダーメイドの耳栓であり、装着の安定やハウリング（音漏れ）の防止、音響の安定を得る目的で作られる。補聴器専門店で相談するのが望ましい。

## 補聴器の種類

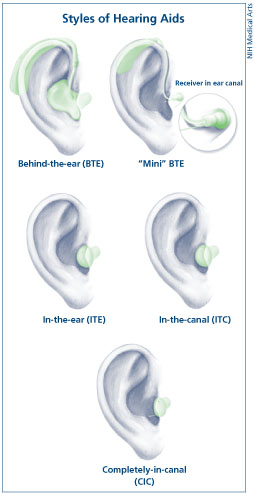
補聴器の種々のタイプ

### 装用部位による分類
補聴器はその装用部位に対応した形状によって、いくつかのタイプに分類される。現在市販されている補聴器について大まかな分類と特徴を下記に示す。

#### ポケット型（箱型）補聴器
箱形のタイプ。20世紀初頭にベル研究所のハーヴェイ・フレッチャーによって発明された。この補聴器はアンプが含まれるケースと、耳あなにはめ込むイヤモールドと呼ばれる樹脂殻で成り立つ。現在ではおよそタバコ箱程度の大きさになっており、ポケットかベルトに装着する。メーカーによって異なるが、重度難聴に向いているとされる。

#### 耳かけ型補聴器（BTE）
もっとも多く使用されているタイプ。
英語でBTE（Behind The Ear）といい、耳介の後ろに引っ掛ける形の補聴器。小型のアンプケースと短いチューブ、カスタムメイドのイヤモールドで成り立つ。オープンイヤーフィットタイプのBTEも存在する（詳しくはオープンイヤーフィット参照）。機種のレパートリーがもっとも豊富で、軽度から重度難聴まで対応できる。価格帯は幅広い。各種の補聴援助システムとの接続機能も充実している。

#### 耳あな型補聴器
補聴器本体を小型化して、耳内に挿入して使用する。既製品もあるが、耳型を採り、イヤシェル(外殻)を作成するオーダーメイドタイプが主流である。耳介本来の集音効果（マイクロホン位置の効果、マイクまで利得）を利用することができるため、自然な音質を実現しやすい。一方、小型のため操作しにくい、搭載される機能が制限されるなど、サイズが小さくなることによるデメリットも生じる。レシーバーが小さくなるため大きい出力が求められる重度難聴には向かない。
耳あな型補聴器はシェルのサイズが大きいものから①ITE（In The Ear）②ITC（In The Canal）③CIC(Completely In the Canal）に区別される。
- ITE（In The Ear）-耳甲介（Concha）を覆うタイプ。サイズによってバリエーションがあり（耳甲介を完全に覆うフルサイズやそれよりも小さいハーフサイズなど）、やや大きい。耳介型とも呼ばれる。耳垢が乾性の場合はよいが、湿性の人には向かない[要出典]。
- ITC（In The Canal）-カナル型補聴器（ITC）。耳珠付近まで覆うタイプ[4]。
- CIC（Completely In the Canal）-完全外耳道挿入型。サイズが最も小さくもっとも目立ちにくい。

#### IIC型補聴器（IIC）
英語でIIC（Invisible In the Canal もしくはInternal In the Canal）。従来からあったCIC型補聴器よりもさらに、小型に収まり（鼓膜から3mm~10mm程度まで挿入される）補聴器本体が全く見えない形状。外耳道が細く製造が困難な場合があるので補聴器専門店で相談するのが望ましい。軽度から中等度難聴に向いている。

### その他の分類

#### オープンイヤー型補聴器
ITCタイプ、BTEタイプが有る。イヤモールドが密閉されていないため、自分の声の響き・こもりが少ない。ただし、ハウリングが発生し易くなる為、補聴器にハウリングキャンセラーなどのハウリングを抑える機能が備わっていなければいけない。軽等度から中等度の難聴までの適応。

#### RIC型補聴器（RIC）
英語でRIC（Receiver in the Canal）。音を出すレシーバー（スピーカー）が耳の中（外耳道）に配置された耳かけ型補聴器。レシーバーを付け替えることによって、軽度から高度難聴まで対応する。先端にイヤモールドを装着できる。

#### 骨伝導型補聴器
骨伝導を利用した補聴器で、主に伝音性難聴に適応がある。耳介後部の乳突部に端子を圧着する眼鏡型やカチューシャ型などがある。骨導端子は接触面に強く圧着する必要があるため、装着に不快感を生じる場合がある。

#### 埋め込み型補聴器
埋め込み型骨導補聴器（骨導インプラントとも呼ばれる）は側頭骨に振動エネルギーを直接伝えるため音の減衰がなく、音質審美性からも優れている。BAHA（Bone Anchored Hearing Aids）やBONEBRIDGEが開発・臨床されている。

#### 軟骨伝導型補聴器
2017年11月に販売となった軟骨伝導聴覚を利用した補聴器で、既存の補聴器で対応が難しい外耳道閉鎖症などの症例に対して非常に効果があり、新たな補聴手段として期待される。耳かけ型補聴器の先端に端子を搭載し、耳甲介腔（concha)に圧着する。快適に長時間装用し続けられるという点が評価されている。

#### ベビー型補聴器
寝ている姿勢が多く、耳介の柔らかい乳幼児のために、耳かけ型補聴器を改造したもの。補聴器本体とポケット型補聴器用イヤホンをコードで接続し、イヤホンを耳につけ、補聴器本体を衣服の肩部分や首元に装着する。乳幼児のほか、日常的にバギーを使用する重複障害児で耳がヘッドレストに頻繁に当たってしまう場合にも使用することがある。

#### CROS(クロス、contralateral routing of signals)補聴器
聴力の左右差が大きく、患側が補聴困難の場合に使用される。患側(聞こえにくい方)の補聴器で受けた音信号を、健側(聞こえの良い方)の補聴器に微弱電波で送信する。CROS補聴器では、送信機能のみで増幅機能はない。
健側が軽度難聴で、患側が高度から重度難聴などの場合は、BICROS (バイクロ、Bilateral CROS) 補聴器が使用されることがある。BICROS 補聴器は、両耳間通信機能をもつ補聴器を両耳に装用して患側の補聴器で受けた音信号を、健側の補聴器に微弱電波で送信する方式で、送信に加えて増幅の機能が加わる。
CROS補聴器の使用によって、患側からの音の聴取は改善することになるが、両耳聴による音の方向感知覚が改善するわけではない。

## 補聴器の進歩
補聴器はパワーを上げ、なおかつ小さくなるように進歩している。それは電子工学の進歩と歩調を揃えている。ただし、近年はファッション性を重視して「魅せる補聴器」とする動向もある。
初期の補聴器は真空管を使用しており、弁当箱ほどの大きさだった。1950年代中頃にはトランジスタ化により小型化され、タバコ箱ぐらいの大きさになった（ポケット型補聴器）。いずれも、受信部・バッテリーが収まった箱をポケットに入れていた。そして「イヤモールド」と呼ばれる、耳の穴にはめ込む樹脂殻と細いケーブルでつながっていた。
1960年代中頃には集積回路化により外耳の上部に引っ掛けるような形の耳かけ型補聴器が現れた（外耳の上部に引っ掛ける機具の中に、受信部・バッテリーが入った。これらとイヤモールドは短いチューブでつながっていた）。
1970年代中頃には耳の内部に入れるタイプの耳穴型補聴器が現れた（イヤモールドの中に受信部・バッテリーなどが全て入った）。
それまでの補聴器（アナログ補聴器）は単純に音を増幅するだけだったが、1990年代には音をデジタル信号に変換して処理するデジタル補聴器が現れた。日本では1999年には毎年6月6日が「補聴器の日」に制定された。
2010年代から2020年代にかけて、人工知能（AI）を利用した外国語翻訳機能や、インターネットと接続したスマートフォンと連動機能などを有した補聴器が開発・商品化されている。

## 補聴器の扱い方と注意事項
- 補聴器は洗わない。
- 補聴器を着けたまま、シャワーを浴びたり、お風呂やプールに入ったりしない。
- 誤って水につけた場合でもオーブンや電子レンジで乾かさず、補聴器専門店で点検をしてもらうこと。
- 外耳道内に部品を落としたりせぬように注意する。
- 補聴器にヘアスプレーをかけない。万が一補聴器に噴射した場合は補聴器専門店でメンテナンスを行うこと。
- 日の当たる車内に補聴器を放置しないこと。

## 通信販売によるトラブル
近年、新聞広告やインターネットによる通信販売により消費者トラブルが急増している（下記の表を参照）。特に代金前払後に「商品が届かない」「別の商品が届いた」「トラブル後に連絡がつかない」「サイトそのものが架空であった」などの相談が2012年から急激な増加傾向を示している。
| 年       | 2009 | 2010 | 2011 | 2012 | 2013 |
| 相談件数 | 542  | 687  | 876  | 1841 | 4165 |

## 機能

### テレコイル
補聴器には、電話の声が聞き取りやすくなるよう、受話器のスピーカーが発する磁気を受信し、その信号を増幅する機能がついているものがある（この機能がついている補聴器には「T」（テレコイル）という切り換えスイッチがついている。「T」に切り換えると、内蔵マイクからの音声を拾わなくなるため雑音が低下し、声を聞き取りやすくなる。また、最近では磁気誘導ループという磁界を発生させる装置もあり、そのサービスを提供してもらえる場所では、同じく「T」に切り換えることでクリアな音声を得られる。

### 無線周波送信
補聴器の中には、無線による信号の送受信を可能とする機能を持っているものがある。別途、レシーバーが必要となる製品が多いが、内蔵されている補聴器もある。

#### FMシステム
無線により送話者の音声を直接、補聴器に伝達する機能。周波数変調（FM）方式を採用している。教室での講義など、比較的広い場所でノイズ、反響音の影響を受けやすい状況下での聞こえやすさを向上することができる。電波法令で補聴援助用として次の周波数が割り当てられている。
| 周波数 | 送信機出力 | 特徴 |
| --- | ---------- | --- |
| 169.4125 - 169.7875MHz 25kHz間隔 16波 75.2125 - 75.5875MHz 12.5kHz間隔 31波 75.2250 - 75.5750MHz 25kHz間隔 15波 75.2625 - 75.5125MHz 62.5kHz間隔 5波 | 10mW       | 補聴援助用ラジオマイク用特定小電力無線局として免許を必要とせず使用できる。 169MHz帯は欧州で補聴援助用に割り当てられた周波数を含む。 |

#### Bluetooth
無線の伝達手段として、Bluetoothを採用しているものも存在する。携帯電話や携帯オーディオ機器などから補聴器へと、デジタル信号の直接送信が可能となる為、ノイズ、雑音の影響をほとんど抑制した状態で外部入力を受信することが可能となっている。デジタル機器との親和性が高い。日本では2014年頃からスマートフォン連動型のものが登場している。